# Bactrocera adusta
Bactrocera adusta
 es una especie de díptero que Wang y Zhao describieron por primera vez en 1989. Bactrocera adusta pertenece al género Bactrocera de la familia Tephritidae.